# Empoasca theacola
Empoasca theacola är en insektsart som först beskrevs av K. Ramakrishnan och Menon 1972.  Empoasca theacola ingår i släktet Empoasca och familjen dvärgstritar. Inga underarter finns listade i Catalogue of Life.